# Chambois (Orne)
Pour les articles homonymes, voir Chambois.
Chambois est une ancienne commune française, située dans le département de l'Orne, en région Normandie, devenue le 1er janvier 2017 une commune déléguée au sein de la commune nouvelle de Gouffern en Auge.
Chambois est peuplée de 381 habitants.

## Géographie

### Localisation
| Saint-Lambert-sur-Dive                 | Saint-Lambert-sur-Dive, Coudehard | Coudehard |
| Saint-Lambert-sur-Dive, Aubry-en-Exmes | Chambois                          | Omméel    |
| Fel                                    | Fel                               | Omméel    |

### Géologie et relief
- Monts d’Amain et son émetteur.
- Massif forestier.

### Sismicité
- Commune située dans une zone de sismicité faible[1],[2].

### Hydrographie et les eaux souterraines
Cours d'eau sur la commune : 
- La Dives[4],
- La Barges[5],
- Ruisseau du Foulbec[6].

### Climat
Climat classé Cfb dans la classification de Köppen et Geiger.

### Voies de communications et transports

#### Voies routières
- Départementales 13 et 16[7].

#### Transports en commun
- Transport à la demande[8].
- Gare d'Argentan.
- Aéroport de Caen.

### Intercommunalité
Commune membre de la communauté de communes Argentan Intercom.

### Urbanisme
- La commune dispose d'un plan local d'urbanisme intercommunal[9].

## Toponymie
Le nom de la localité est attesté sous les formes Cambagi(um) entre 1046 et 1048,, Cambaco probablement entre 1082 et 1087.
La forme Chambois est une francisation abusive et relativement tardive, le type Chambay étant encore représenté aux XIVe et XVe siècles.
Les formes anciennes excluent cependant un rapprochement avec les divers Chambois. C'est la raison pour laquelle ils[Qui ?] préfèrent comparer avec Chambœuf (Côte-d'Or, Camboius 1023, Chambui 1192) qui contient plutôt le radical gaulois cambo- « coude, courbe », suivi d'un suffixe mal identifié. Cependant, il peut s'agir d’-acum, hypothèse reprise par René Lepelley, d'où un thème gaulois non attesté *cambaco « lieu du coude d'une rivière, champ dans un coude de rivière », qui pourrait s'appliquer à la Dives et justifier le nom du bourg. Dans ce cas, il peut aussi s'agir du nom de personne gaulois Cambos.
Il paraît en outre possible de faire remonter ce toponyme à un hypothétique francique *kammbaki, c'est-à-dire « ruisseau de la crête » (il existe à Chambois un petit ruisseau appelé de nos jours le Douit ou Clairefeuille)[réf. nécessaire].
Le gentilé est Chamboisien.

## Histoire

### Moyen Âge
La châtellenie de Chambois remonte à 924 lorsque le premier duc de Normandie, Rollon, acquiert la Neustrie. Elle connût de nombreux administrateurs avant de se faire confisquer par Henri 1er, dit « Beauclerc », fils de Guillaume le Conquérant, duc de Normandie et roi d’Angleterre qui légua le fief de Chambois à sa fille Mathilde.
Le donjon quadrangulaire de Chambois, vestige bien conservé d'un ancien complexe défensif, composé d’une enceinte de pierre (détruite vers 1750) comprenant un logis et le donjon dont le toit pentu est aujourd’hui disparu, de la seconde moitié du XIIe siècle érigé par Guillaume de Mandeville (1146-1189), comte d'Essex, vassal d’Henry II duc de Normandie et roi d'Angleterre, témoigne de l’importance stratégique de Chambois pour les seigneurs anglo-normands du Moyen Âge.
À la suite de la prise de Château-Gaillard par Philippe Auguste en 1204, le château de Chambois, comme la duché de Normandie, dont il fait partie, tombe sous l’autorité directe de la couronne de France. La place forte de Chambois fût alors confiée au Maréchal de France Henri Clément auquel ont succédé plusieurs grandes lignées Normandes dont la famille de Thibault de Tilly qui devient en 1322 propriétaire de la baronnie de Chambois.
Chamboy (Chambois) est, du XIVe siècle au XVIe siècle, un des fiefs de la famille de Tilly. Elle le transmet à la famille de Rosnyvinen, qui le conserve jusqu'au XVIIIe siècle.

### Révolution
Le village devient chef-lieu de canton sous la Révolution.

### Seconde Guerre mondiale
Chambois a donné son nom à la poche de Falaise - Chambois de la Seconde Guerre mondiale.
Le soir du 19 août 1944, des unités de la 1re division blindée polonaise et de la 90e division d'infanterie américaine y scellent l'encerclement des 5e et 7e armées allemandes en Normandie.
Trun étant tombé aux mains de la 4e division canadienne le 18 août, les trois groupes en lesquels s'était divisée la 1re division blindée polonaise prennent les Champeaux le 19 août et convergent sur Chambois. Avec des renforts de la 4e division du Canada, les Polonais prennent la ville et font leur jonction le soir même avec la 90e division d'infanterie américaine et la 2e division blindée française.
Les combats, inscrits dans un triangle Montormel — Chambois — Trun, constituèrent un tournant majeur de la Seconde Guerre mondiale.

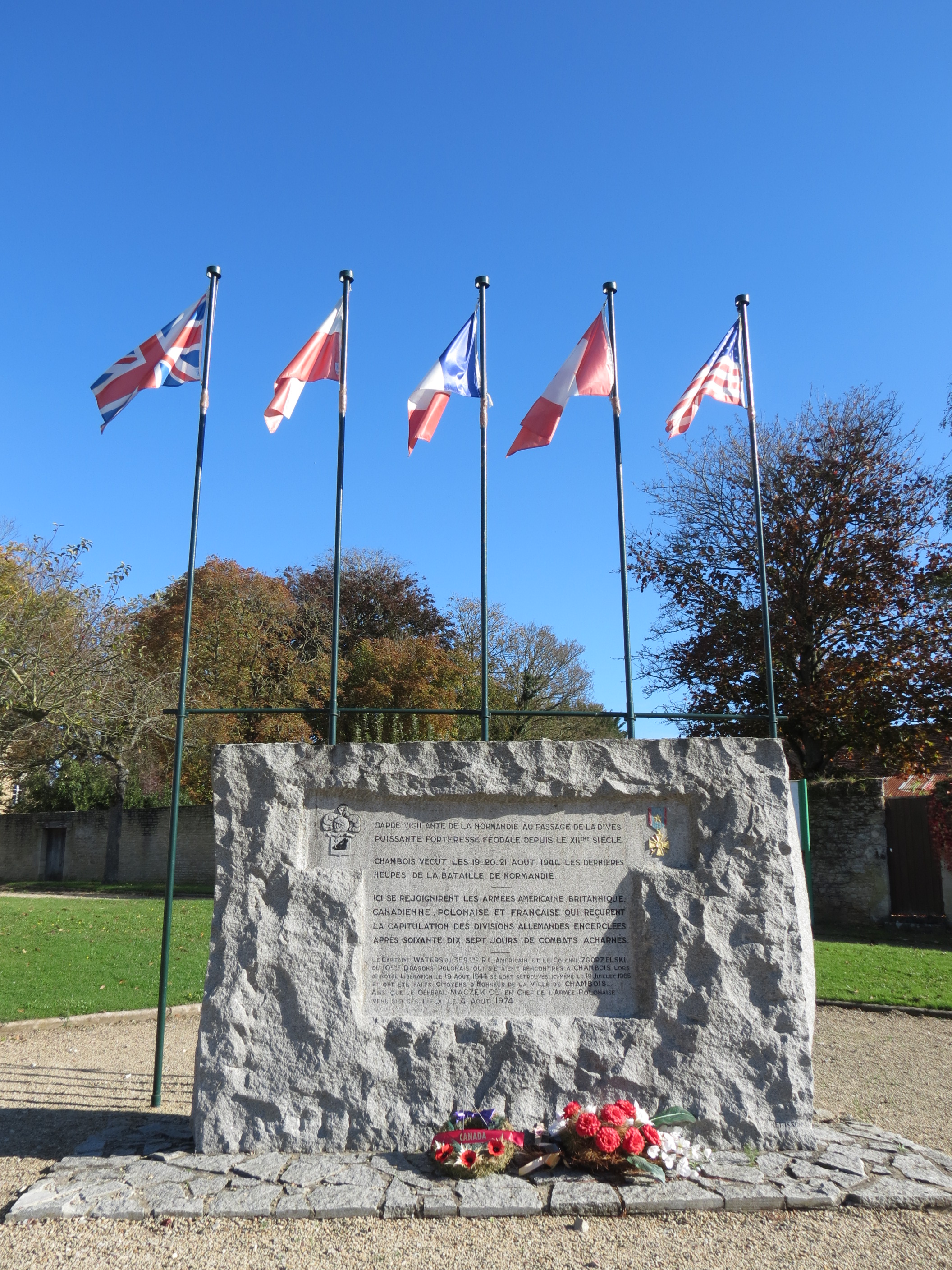
Mémorial de la bataille de Chambois[18].
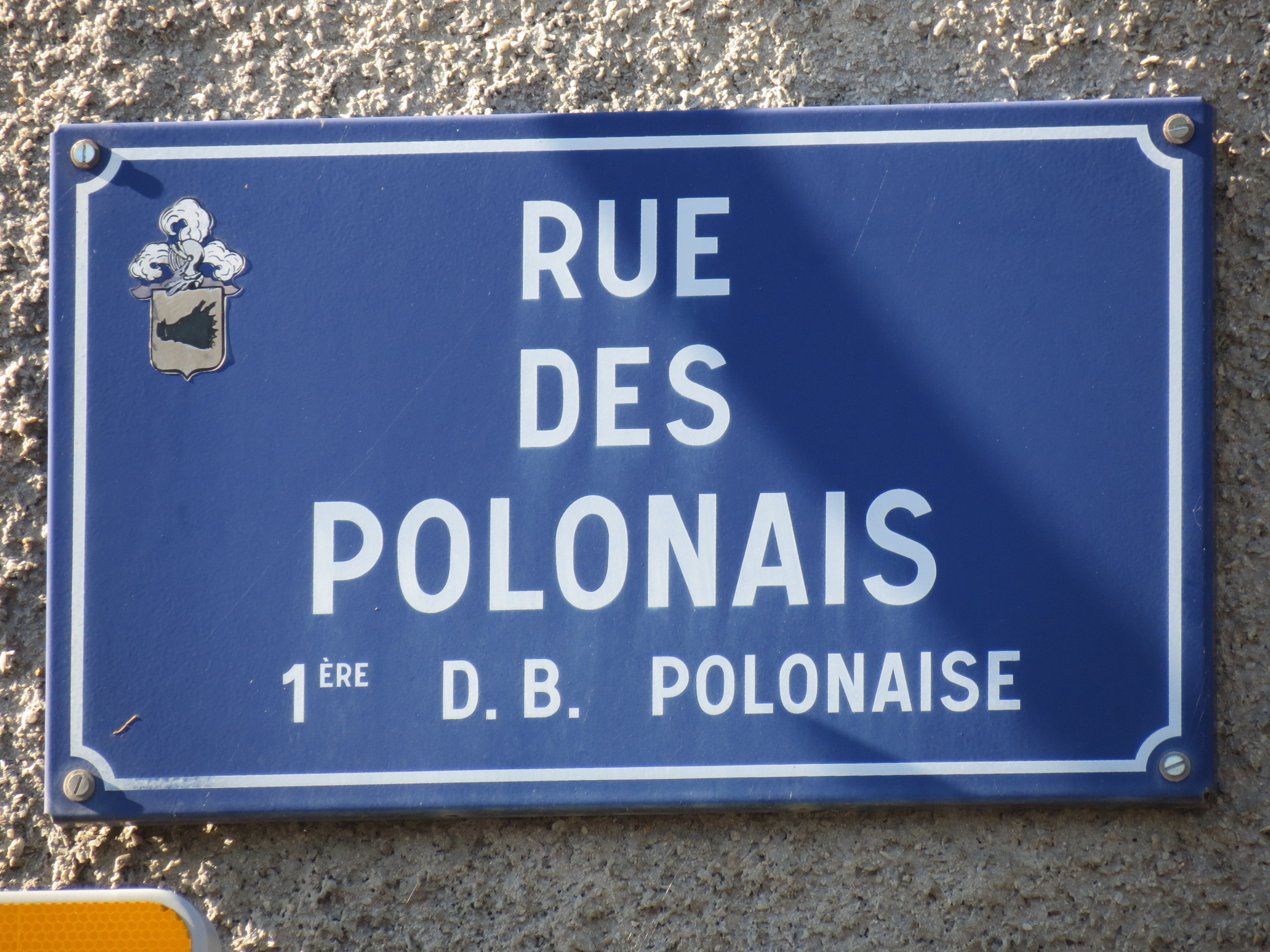
Rue des Polonais, en l'honneur de la 1re DB polonaise.
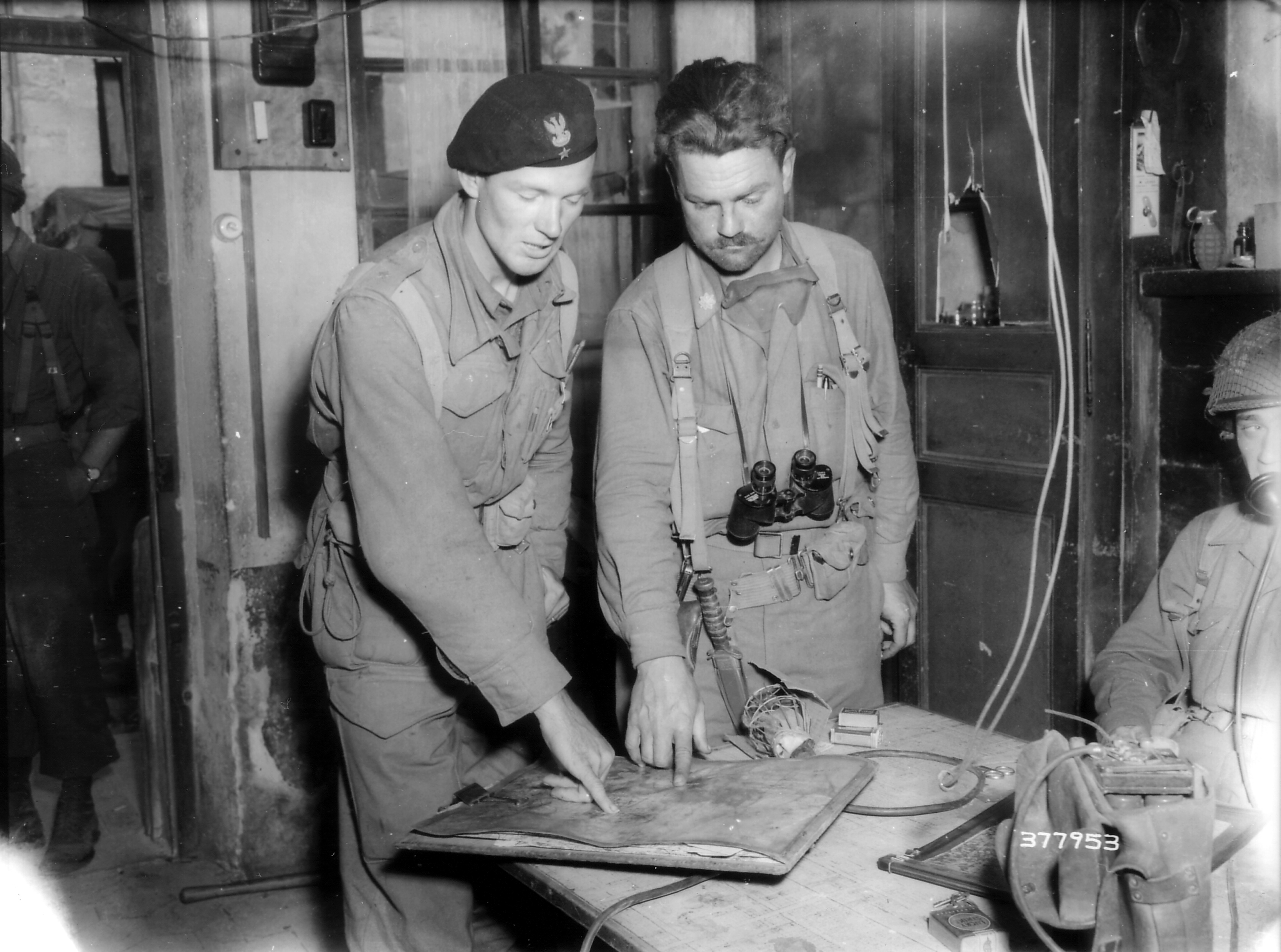
Officiers polonais (lieutenant Klaptocz) et canadien (major Leonard Dull), tous deux membres de la 1re Armée canadienne, lors la fermeture de la poche de Falaise - Chambois.
Groupe de fantassins alignés devant un char allemand naufragé et affichant une croix gammée capturée.

## Héraldique
| Armes de Chambois | la commune de Chambois n'a pas de blason mais utilise fréquemment celui de la Famille de Rosnyvinen qui se blasonnent ainsi : D'or à la hure de sanglier de sable arrachée de gueules, défendue et allumée du champ.. |

## Politique et administration
| Période                                  | Période                    | Identité                    | Étiquette | Qualité                                  |
| ---------------------------------------- | -------------------------- | --------------------------- | --------- | ---------------------------------------- |
| Les données manquantes sont à compléter. |                            |                             |           |                                          |
| ?                                        | ?                          | Auguste Canivet (1829-1906) |           | Conseiller général de Trun (1881 → 1906) |
| ?                                        | septembre 1935 (démission) | M. Hébert                   |           |                                          |
| septembre 1935                           | après 1939                 | Fernand Boulais             |           |                                          |
| Les données manquantes sont à compléter. |                            |                             |           |                                          |
| avant 1949                               | mars 1959                  | André Lehucher              |           |                                          |
| mars 1959                                | après 1983                 | Édouard Portier             |           |                                          |
| Les données manquantes sont à compléter. |                            |                             |           |                                          |
| mars 1989                                | mars 2001                  | Michel Quillien             |           |                                          |
| mars 2001                                | mars 2008                  | Édouard Sion                | SE        | Dépositaire de presse                    |
| mars 2008                                | décembre 2016              | Véronique Chabrol           | SE        | Chef d'entreprise                        |

Le conseil municipal était composé de onze membres, dont le maire et trois adjoints.

### Budget et fiscalité 2016
En 2016, le budget de la commune était constitué ainsi :
- total des produits de fonctionnement : 158 000 €, soit 373 € par habitant ;
- total des charges de fonctionnement : 157 000 €, soit 371 € par habitant ;
- total des ressources d'investissement : 50 000 €, soit 118 € par habitant ;
- total des emplois d'investissement : 81 000 €, soit 191 € par habitant ;
- endettement : 238 000 €, soit 562 € par habitant.

Avec les taux de fiscalité suivants :
- taxe d'habitation : 2,42 % ;
- taxe foncière sur les propriétés bâties : 1,85 % ;
- taxe foncière sur les propriétés non bâties : 3,59 % ;
- taxe additionnelle à la taxe foncière sur les propriétés non bâties : 32,41 % ;
- cotisation foncière des entreprises : 3,93 %.

Cette commune a connu des changements de contours depuis 12 ans : 01/01/2017 – Chambois devient commune déléguée au sein de Gouffern en Auge (61474) (commune nouvelle).

## Population et société

### Démographie

#### Évolution démographique
L'évolution du nombre d'habitants est connue à travers les recensements de la population effectués dans la commune depuis 1793. À partir du 1er janvier 2009, les populations légales des communes sont publiées annuellement dans le cadre d'un recensement qui repose désormais sur une collecte d'information annuelle, concernant successivement tous les territoires communaux au cours d'une période de cinq ans. 
Pour les communes de moins de 10 000 habitants, une enquête de recensement portant sur toute la population est réalisée tous les cinq ans, les populations légales des années intermédiaires étant quant à elles estimées par interpolation ou extrapolation. Pour la commune, le premier recensement exhaustif entrant dans le cadre du nouveau dispositif a été réalisé en 2008,.
En 2021, la commune comptait 381 habitants, en évolution de −9,5 % par rapport à 2015 (Orne : −1,53 %, France hors Mayotte : +2,49 %).
| 1793 | 1800 | 1806 | 1821 | 1836 | 1841 | 1846 | 1851 | 1856 |
| ---- | ---- | ---- | ---- | ---- | ---- | ---- | ---- | ---- |
| 671  | 607  | 694  | 678  | 709  | 664  | 644  | 631  | 604  |

| 1861 | 1866 | 1872 | 1876 | 1881 | 1886 | 1891 | 1896 | 1901 |
| ---- | ---- | ---- | ---- | ---- | ---- | ---- | ---- | ---- |
| 610  | 579  | 567  | 531  | 551  | 525  | 539  | 463  | 454  |

| 1906 | 1911 | 1921 | 1926 | 1931 | 1936 | 1946 | 1954 | 1962 |
| ---- | ---- | ---- | ---- | ---- | ---- | ---- | ---- | ---- |
| 474  | 452  | 394  | 426  | 455  | 432  | 474  | 559  | 550  |

| 1968 | 1975 | 1982 | 1990 | 1999 | 2008 | 2013 | 2018 | 2020 |
| ---- | ---- | ---- | ---- | ---- | ---- | ---- | ---- | ---- |
| 597  | 555  | 520  | 499  | 475  | 415  | 417  | 387  | 384  |

### Enseignement
Établissements d'enseignements :
- École élémentaire[28].
- École primaire[29].
- Collèges à Argentan, Trun[30].
- Lycées à Argentan.

### Santé
Professionnels et établissements de santé :
- Médecins à Trun.
- Pharmacies à Chambois.
- Hôpitaux à Argentan.

### Cultes
- Culte catholique, Paroisse Saint Maximilien Kolbe (Pôle missionnaire du Pays d'Argentan)[32], Diocèse de Sées.

## Économie

### Entreprises et commerces

#### Agriculture
- Agriculteurs à Mont Ormel, Coulonces.

#### Tourisme
- Restaurants, Hôtels à Argentan.

#### Commerces et services
- Commerces et services de proximité à Trun, Argentan.
- Fromagerie industrielle[33].

## Lieux et monuments
- Église Saint-Martin, d'architecture romane, XIIe siècle[34].
- Ruines du château (donjon), XIIe siècle[35].
- Monument aux morts[36] : Conflits commémorés : 1914-1918 - 1939-1945.

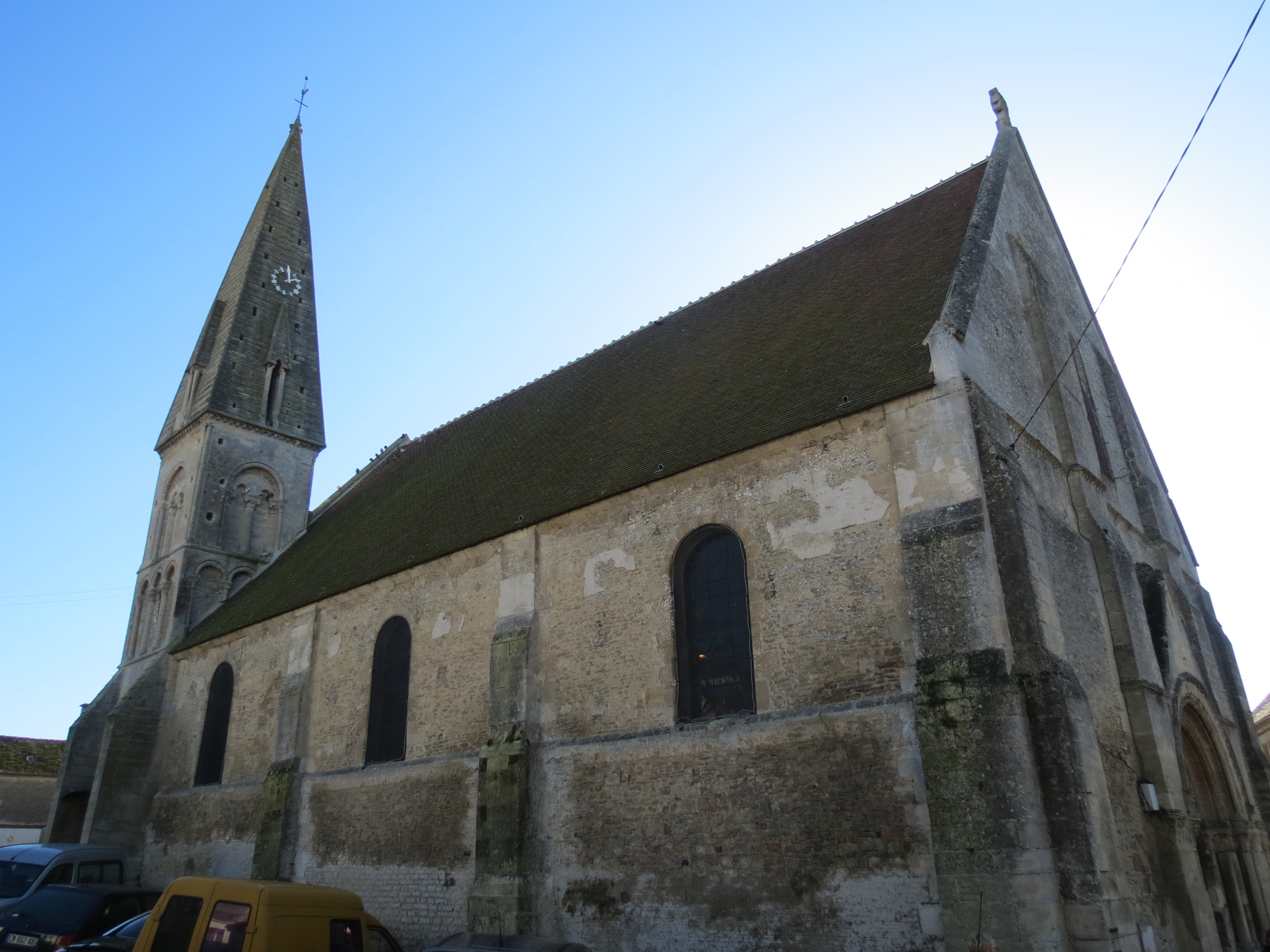
L'église Saint-Martin.
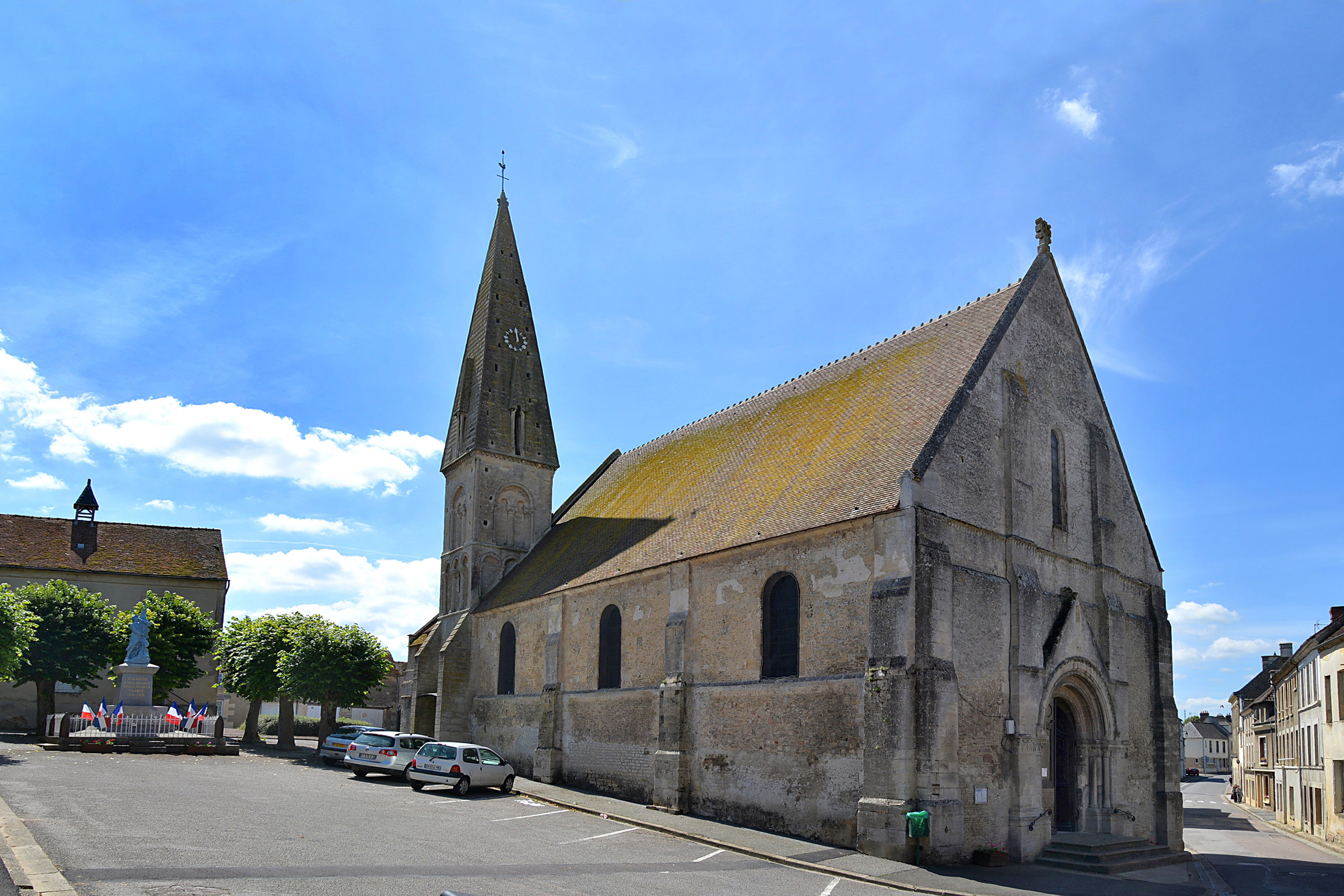
L'église et le monument aux morts.
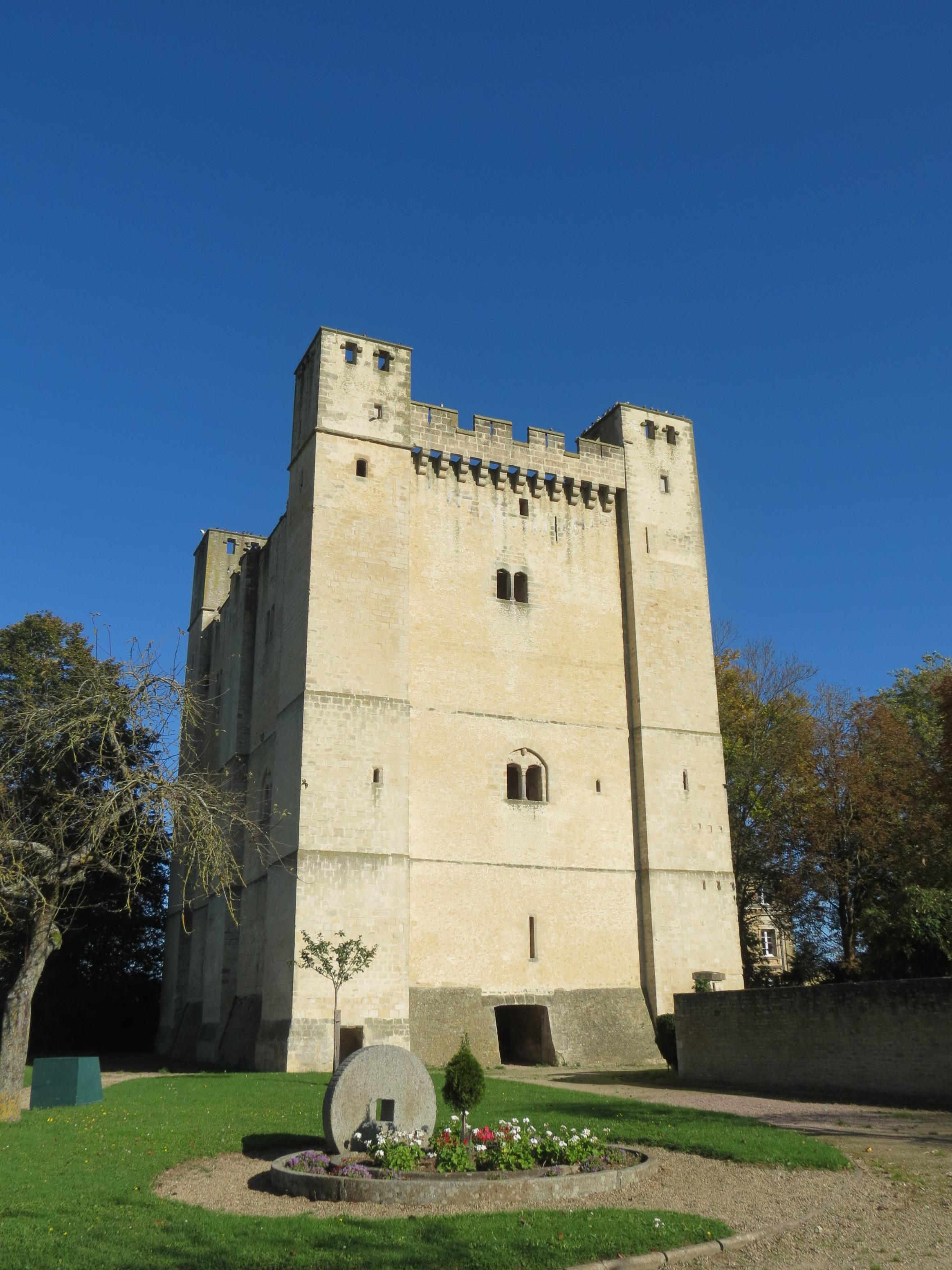
Le château de Chambois.
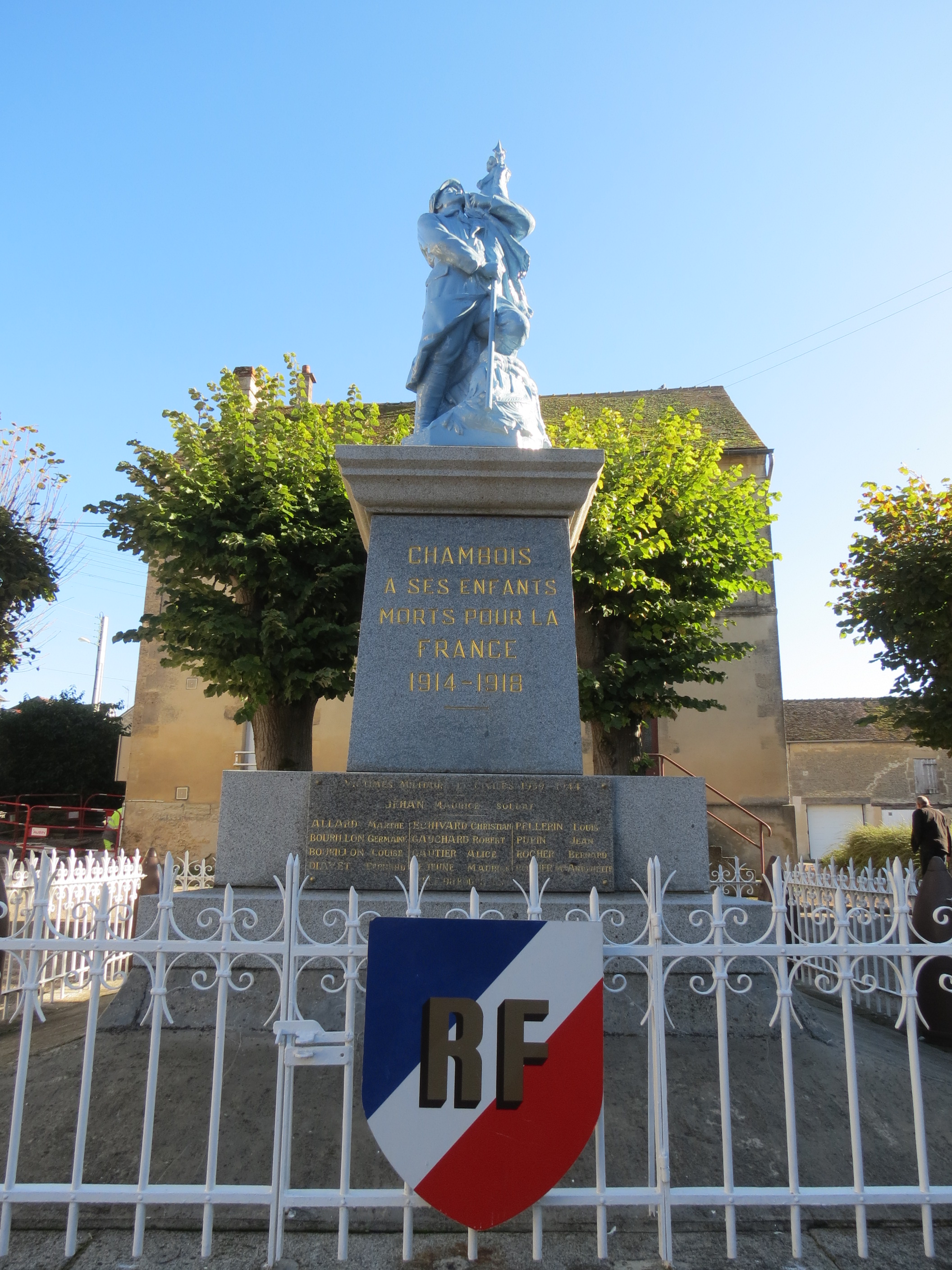
Monument aux morts.

## Activité et manifestations

### Sports
- Le Football club détente Chambois-Fel fait évoluer une équipe de football en divisions de district[37].

## Personnalités liées à la commune
- Étienne de Lessart (1623 à Chambois – 1703 à Sainte-Anne-de-Beaupré), caboteur, marié à Québec à Marguerite Sevestre en 1653. Établi à Sainte-Anne-de-Beaupré, il donna le terrain sur lequel est érigée aujourd'hui la basilique Sainte-Anne-de-Beaupré[38].
- Michel Onfray (né en 1959), philosophe, essayiste, polémiste, a installé l'université populaire du goût à Chambois. Il y vit, après avoir habité 37 ans à Argentan puis à Caen[39].
- Fabrice Miguet (1969-2018), pilote moto, est inhumé à Chambois[40].